# Balta papua
Balta papua är en kackerlacksart som först beskrevs av Henri Saussure och Leo Zehntner 1895.  Balta papua ingår i släktet Balta och familjen småkackerlackor. Inga underarter finns listade.